# Roosevelt Roads Naval Station
La Roosevelt Roads Naval Station est une ancienne base de la marine américaine dans la ville de Ceiba, à Porto Rico. Le site est aujourd'hui géré sous le nom d'aéroport José Aponte de la Torre (en), un aéroport d'usage public.

## Histoire
En 1919, le futur président américain Franklin D. Roosevelt, alors secrétaire adjoint de la marine, a fait une tournée à Porto Rico, visitant Ceiba. À son retour à la Maison Blanche, il a exprimé son goût pour le terrain où se trouve actuellement la base. C'était à l'époque de la Première Guerre mondiale, et les États-Unis pouvaient bénéficier d'un terrain d'aviation à Ceiba. Bien que Porto Rico soit un Commonwealth[Information douteuse], ses droits territoriaux appartiennent aux États-Unis, ce qui a rendu parfaitement réalisable, et idéal, pour le gouvernement américain de construire une base aérienne à Ceiba.
Il a fallu de nombreuses années pour que le gouvernement américain soit convaincu de la nécessité d'une base aérienne à Ceiba. Lorsque Adolf Hitler et l'Allemagne nazie ont commencé à envahir d'autres pays européens, les États-Unis, dirigés par le président Roosevelt, ont envisagé l'idée d'une base aéronavale à Ceiba. Avec la guerre sur les théâtres d'opérations européens et du Pacifique, ils considéraient qu'une base aérienne dans les Caraïbes était nécessaire. Le président Roosevelt a ordonné la création de cette base en 1940. En 1941, 50 millions de dollars (
869 millions de dollars actuels) ont été affectés au développement d'un mouillage protégé dans la zone maritime entre Porto Rico et Vieques, une zone qui a ensuite été nommée Roosevelt Roads par le secrétaire de la marine Frank Knox le 15 mai 1941. Le 22 août, le président Roosevelt a signé un contrat de travaux navals et a notamment autorisé un montant supplémentaire de 21,97 millions de dollars (
382 millions de dollars actuels) pour un ancrage protégé de la flotte à Roosevelt Roads.
La base avait été inaugurée, mais réduite à l'état d'entretien avec un bureau de travaux publics en 1944. Depuis lors et jusqu'en 1957, la base a connu de nombreux changements, étant ouverte sept fois et fermée huit fois. Entre-temps, elle a continué à être une source d'emploi pour les citoyens de Ceiba.